# Abora (Gottheit)
Abora ist die höchste Gottheit in der Mythologie der Guanchen auf der Kanarischen Insel La Palma und entspricht Achamán auf Teneriffa.
Der Name Abora als Gott der Palmeros wird in der Schrift des Franziskaners Fray Juan de Abreu Galindo, Historia de la Conquista de las Siete Islas de Canaria, aus dem Jahr 1632 genannt, in dem das Folgende ausgesagt wird:
„Diese Palmeros beteten Götzen an, und es besaß jeder Fürst auf seinem Gebiet einen Anbetungsort. Sie häuften viele Steine zu einer Pyramide an, so hoch, wie man lose Steine schichten kann. Alle kamen dahin zu jenem Steinhaufen, und dort tanzten sie, sangen Klagelieder und kämpften, doch unterließen sie es nicht, daran zu denken, dass es im Himmel jemanden gab, dem sie Ehre zu erweisen hatten, und der ihrem Verstehen nach im Himmel war, den nannten sie Abora.“
Nach der Gottheit Abora wurden die Schilfboote Abora des deutschen Forschers und Abenteurers Dominique Görlitz benannt.